# Himsa
Himsa är ett metalcoreband som bildades 1998 i Seattle, USA. Namnet Himsa kommer ifrån sanskritens (och flera andra indiska språks) ord för våld. 

## Medlemmar
Nuvarande medlemmar
- Derek Harn – basgitarr (1998–2008, 2017–)
- Kirby Charles Johnson – gitarr (2000–2008, 2017–)
- John Pettibone – sång (2000–2008, 2017–)
- Sammi Curr – gitarr (2002–2003, 2005–2008, 2017–)
- Chad Davis – trummor (2003–2007, 2017–)

Tidigare medlemmar
- Mike Green – trummor (1998–2000)
- Brian Johnson – gitarr (1998–2002), sång (1999–2000)
- Henry – gitarr (1998–1999)
- Aaron Edge – gitarr (1998–1999)
- Christian Schmitt – sång (1998–1999)
- EJ Bastien – gitarr (1999–2000)
- Tim Mullen – trummor (2000–2003)
- Clay Layton – sampling, elektronik (2000–2001)
- Matt Wicklund – gitarr, (2003, 2003–2005)
- Joe Frothingham – trummor (2007–2008)

Turnerande medlemmar
- Chris LaPointe – sång (2000)

## Diskografi
Studioalbum
- Ground Breaking Ceremony (1999)
- Courting Tragedy and Disaster (2003)
- Hail Horror (2006)
- Summon in Thunder (2007)

EPs
- Himsa (1999)
- Death Is Infinite (2001)

DVD
- You've Seen Too Much (2005)